# Coleophora tanyleuca
Coleophora tanyleuca é uma espécie de mariposa do gênero Coleophora pertencente à família Coleophoridae.